# Ruta 7 (Paraguay)
La Ruta PY07 «Doctor José Gaspar Rodríguez de Francia» es una carretera paraguaya.  Inicia en la ciudad de Capitán Meza, Itapúa, y termina en Corpus Christi, Canindeyú, en la frontera con Brasil. Su extensión es de 417 kilómetros. 

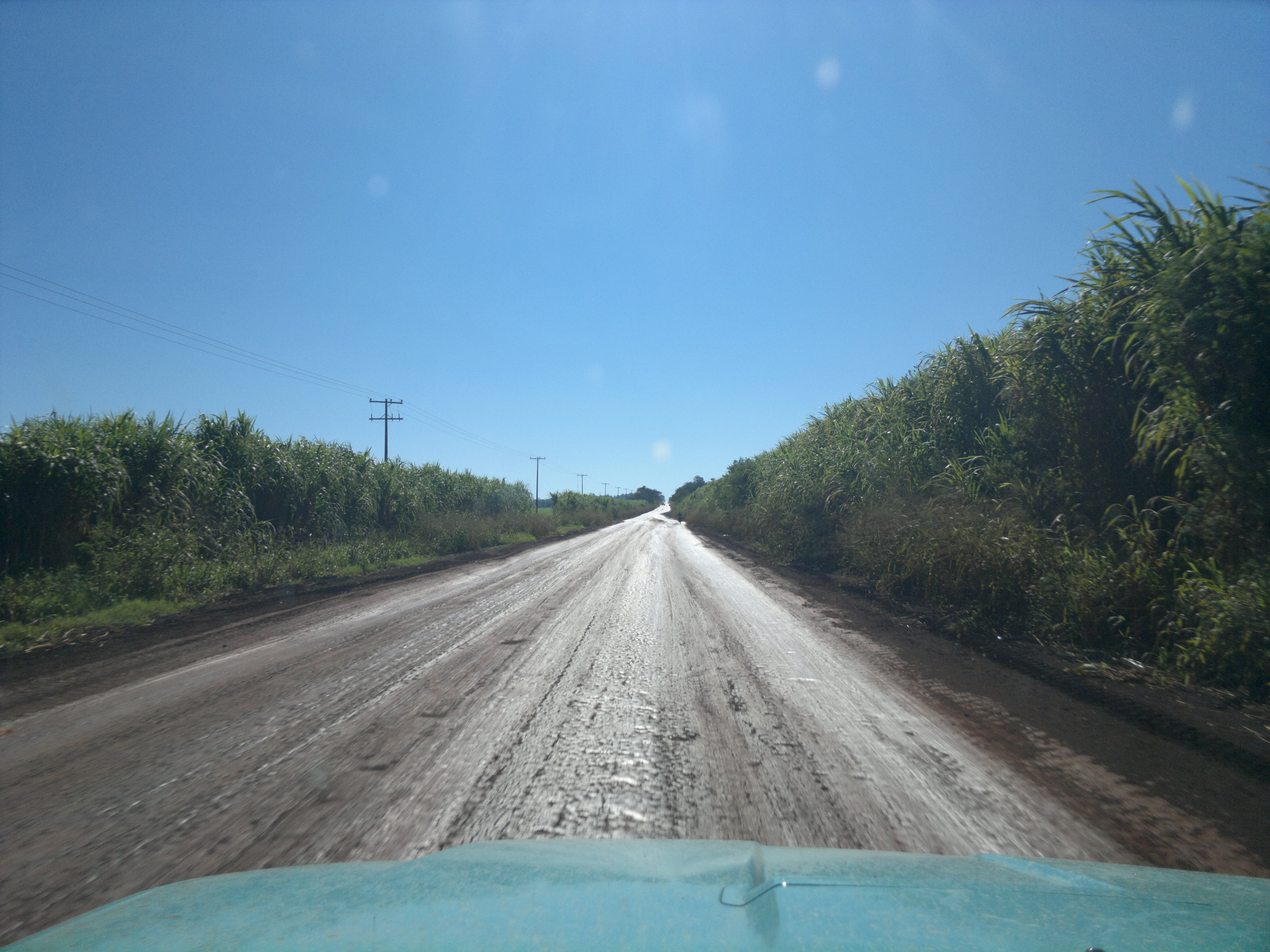
Vista de la PY07, antes de ser asfaltada.

Parte de la Ruta PY07 atraviesa la zona metropolitana de Ciudad del Este, recorriéndolo de sur a norte por los cascos urbanos de Presidente Franco y también Hernandarias. En el lado norte, en Katueté, se puede girar hacia la ruta PY03 para llegar a la ciudad de Salto del Guairá.

## Ciudades por las que atraviesa
Las ciudades y pueblos por los que pasa esta ruta de sur a norte son:
| Kilómetro | Localidad            | Departamento | Empalme |
| --------- | -------------------- | ------------ | ------- |
| 0         | Capitán Meza         | Itapúa       | PY06    |
| 33        | Natalio              | Itapúa       |         |
| 45        | Yatytay              | Itapúa       |         |
| 91        | Carlos Antonio López | Itapúa       |         |
| 97        | Mayor Otaño          | Itapúa       | PY18    |
| 153       | Ñacunday             | Alto Paraná  |         |
| 187       | Los Cedrales         | Alto Paraná  |         |
| 204       | Presidente Franco    | Alto Paraná  |         |
| 209       | Ciudad del Este      | Alto Paraná  | PY02    |
| 221       | Hernandarias         | Alto Paraná  |         |
| 239       | Santa Fe del Paraná  | Alto Paraná  |         |
| 276       | Itakyry              | Alto Paraná  | PY21    |
| 293       | San Alberto          | Alto Paraná  |         |
| 301       | Minga Porá           | Alto Paraná  |         |
| 345       | Nueva Esperanza      | Canindeyú    |         |
| 374       | Katueté              | Canindeyú    | PY03    |
| 417       | Corpus Christi       | Canindeyú    | PY17    |

| Paraguay | Rutas Nacionales de Paraguay (recategorización por el M.O.P.C desde 2019) |  |
| --- | ------------------------------------------------------------------------- |  |
| PY01 - PY02 - PY03 - PY04 - PY05 - PY06 - PY07 - PY08 - PY09 - PY10 - PY11 PY12 - PY13 - PY14 - PY15 - PY16 - PY17 - PY18 - PY19 - PY20 - PY21 - PY22 |                                                                           |  |